# Трикутник

Трикутник

Трику́тник в евклідовій геометрії — геометрична фігура, яка складається з трьох точок, що не лежать на одній прямій, і трьох відрізків, які їх сполучають. Трикутник з вершинами {\displaystyle A}, {\displaystyle B}, і {\displaystyle C} позначається {\displaystyle \triangle ABC}. Трикутник є многокутником і {\displaystyle 2}-симплексом. В евклідовій геометрії трикутник однозначно задає площину. Всі трикутники двовимірні.
Основні відомості про трикутники подано Евклідом у праці «Елементи» близько 300 до н. е.

## Типи трикутників

Ейлерова діаграма видів трикутників.

Трикутники класифікують залежно від взаємних довжин їхніх сторін:
- Рівностороннім називають трикутник, в якого всі сторони мають однакову довжину. Всі кути рівностороннього трикутника також рівні і дорівнюють {\displaystyle 60^{\circ }}, а центри вписаного та описаного кіл збігаються. Рівносторонній трикутник ще називають правильним.
- Рівнобедреним називають трикутник, в якого дві сторони мають однакову довжину. Ці сторони називають бічними, третю сторону називають основою трикутника. У рівнобедреному трикутнику кути при його основі рівні.
- Різностороннім називають трикутник, в якого всі сторони мають різну довжину. Внутрішні кути різностороннього трикутника також різні за величиною.

Рівносторонній
Рівнобедрений
Різносторонній

Трикутники класифікують також залежно від їхніх внутрішніх кутів:
- Якщо один із внутрішніх кутів рівний {\displaystyle 90^{\circ }} (прямий кут), то трикутник називають прямокутним. Сторону, протилежну до прямого кута, називають гіпотенузою, а інші дві сторони — катетами.
- Якщо один із внутрішніх кутів більший ніж {\displaystyle 90^{\circ }}, то трикутник називають тупокутним.
- Якщо всі кути трикутника менші від {\displaystyle 90^{\circ }}, то трикутник називають гострокутним. Рівносторонній трикутник є гострокутним, але не всі гострокутні трикутники рівносторонні.

Прямокутний
Тупокутний
Гострокутний

## Точки і лінії, пов'язані з трикутником

Три висоти трикутника перетинаються в ортоцентрі.

На перетині трьох бісектрис трикутника знаходиться центр вписаного кола.

Барицентр — центр мас трикутника.

Є сотні різноманітних побудов для визначення особливих точок всередині трикутника, які задовольняють деякі унікальні умови (див. у списку посилань перелік статей). Часто необхідно побудувати три прямі, пов'язані аналогічно з трьома сторонами (вершинами, кутами) трикутника, і тоді переконатись, що вони перетинаються в одній точці. Важливим інструментом для перевірки цього є теорема Чеви, яка дає критерії для визначення конкурентності прямих. Подібно до цього лінії, пов'язані з трикутником, часто будують після перевірки, що три аналогічним чином отримані точки є колінеарні — теорема Менелая дає для цього випадку загальний критерій. Тут подані тільки ті побудови, що найчастіше трапляються.

Центр описаного кола.

Серединний перпендикуляр трикутника — це перпендикуляр, опущений на середину сторони трикутника. Три серединні перпендикуляри перетинаються в одній точці, яка є центром описаного кола. Діаметр описаного кола можна визначити з теореми синусів.
Виходячи з теореми Фалеса, можна стверджувати: якщо центр описаного кола розміщений на одній зі сторін трикутника, то протилежний кут — прямий. До того ж, якщо центр описаного кола розміщений всередині трикутника, то трикутник гострокутний, а якщо назовні, то трикутник тупокутний.
Висота трикутника — це пряма, проведена з вершини перпендикулярно до протилежної сторони або до продовження протилежної сторони. Ця сторона називається основою трикутника. Точка перетину сторони і перпендикуляра називається основою перпендикуляра. Довжина висоти — це відстань від вершини до основи трикутника. Три висоти перетинаються в одній точці, яка називається ортоцентром трикутника. Ортоцентр лежить всередині трикутника (і відповідно всі основи перпендикулярів лежать всередині трикутника) тоді і тільки тоді, якщо трикутник не тупокутний (у ньому жоден з внутрішніх кутів не більший від прямого кута). Див. також ортоцентрична система
Бісектриса трикутника — це пряма, проведена через вершину трикутника, яка ділить відповідний кут на дві рівні частини. Три бісектриси перетинаються в одній точці, інцентрі, центрі вписаного в трикутник кола. Вписане коло — це коло, яке лежить всередині трикутника і дотикається до трьох його сторін. Окрім того, є ще три важливі кола — зовнішні вписані; вони лежать за межами трикутника і дотикаються до одної його сторони, а також до продовження двох інших. Центри внутрішнього і зовнішніх вписаних кіл утворюють ортоцентричну систему.
Медіана трикутника — це пряма, проведена через вершину і середину протилежної сторони, вона ділить трикутник на два трикутники однакової площі. Три медіани перетинаються в одній точці, яка називається центроїдом трикутника. Ця точка є також центром мас трикутника: якби трикутник був зроблений з твердого матеріалу, то можна було б тримати рівновагу, тримаючи за центроїд. Центроїд ділить кожну медіану у співвідношенні {\displaystyle 2:1}, наприклад відстань між вершиною і центроїдом вдвічі більша ніж між центроїдом і протилежною стороною.

Коло дев'яти точок.

Середні точки трьох сторін і основи трьох висот лежать на одному колі, яке називається колом дев'яти точок трикутника. Решта три точки, через які коло отримало свою назву, — це середини тієї частини висоти, що лежить між ортоцентром і вершиною. Радіус кола дев'яти точок дорівнює половині описаного кола. Воно дотикається до вписаного кола (в точці Феєрбаха) та до трьох зовнішніх вписаних кіл.

Лінія Ейлера.

Центроїд (жовтий), ортоцентр (синій), центр описаного кола (зелений) і центр кола дев'яти точок (червона точка) — всі лежать на одній лінії, яка називається лінія Ейлера (червона лінія). Центр кола дев'яти точок лежить на середині між ортоцентром і центром описаного кола, а відстань між центроїдом і центром описаного кола дорівнює половині відстані між центроїдом та ортоцентром.

## Основні факти

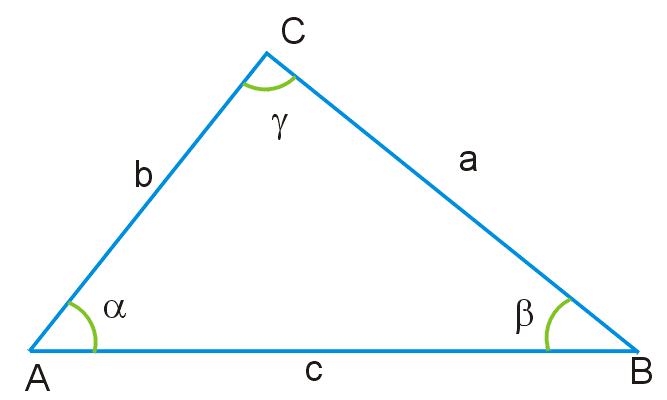
Позначення

Вершини трикутника зазвичай позначають великими латинськими літерами {\displaystyle A}, {\displaystyle B}, {\displaystyle C}, кути при відповідних вершинах грецькими літерами {\displaystyle \alpha }, {\displaystyle \beta }, {\displaystyle \gamma }, а довжини протилежних сторін — маленькими латинськими літерами {\displaystyle a}, {\displaystyle b}, {\displaystyle c}.
Сума внутрішніх кутів трикутника становить {\displaystyle 180^{\circ }}. Зовнішній кут трикутника (кут суміжний до внутрішнього кута) завжди дорівнює сумі двох інших внутрішніх кутів трикутника. Як і у всіх випуклих багатогранників, сума зовнішніх кутів трикутника {\displaystyle 360^{\circ }}.
{\displaystyle \alpha +\beta +\gamma \ =180^{\circ }}
Сума довжин двох будь-яких сторін трикутника завжди перевищує довжину третьої сторони. Це є нерівність трикутника, або аксіома трикутника (в окремому випадку нерівності два кути зменшуються до нуля і трикутник перетворюється у відрізок).
Два трикутники називають подібними тоді і тільки тоді, якщо кути одного рівні відповідним кутам іншого. В такому випадку довжини відповідних сторін пропорційні. Так може бути, наприклад, коли у двох трикутників є спільний кут, а сторони протилежні цьому куту — паралельні. Ось кілька постулатів і теорем про подібні трикутники:
- Два трикутники подібні, якщо в них хоча б два відповідні кути рівні.
- Якщо дві відповідні сторони в трикутниках пропорційні, а кут між ними однаковий, то трикутники подібні.
- Якщо всі сторони двох трикутників пропорційні, то трикутники подібні.

Два трикутники називають конгруентними, якщо всі їхні відповідні сторони і кути рівні (6 елементів). Кілька головних постулатів і теорем про конгруентні трикутники:
- Постулат SAS (side-angle-side): якщо дві сторони і кут між ними в трикутників відповідно рівні, то трикутники конгруентні.
- Постулат SSS: якщо всі відповідні сторони в трикутників рівні, то трикутники конгруентні.
- Постулат ASA: якщо сторона і прилеглі до неї кути в трикутників відповідно рівні, то трикутники конгруентні.
- Постулат AAS: якщо два кути і будь-яка сторона в трикутників відповідно рівні, то трикутники конгруентні.
- Теорема Гіпотенуза-катет: якщо гіпотенуза і один катет в прямокутних трикутників відповідно рівні, то трикутники конгруентні.

## Обчислення площі трикутника

Площа трикутника може бути показана як половина площі паралелограма, який має таку саму основу та висоту.

Обчислення площі трикутника є простою задачею, яку часто треба вирішити у багатьох галузях. Найвідоміша і найпростіша формула:
{\displaystyle S={\frac {1}{2}}bh}
де {\displaystyle S} — площа, {\displaystyle b} — довжина основи трикутника, {\displaystyle h} — висота трикутника, відносна до основи.
Хоча ця формула й проста, вона може бути використана тільки у разі, якщо можна легко знайти висоту. Наприклад, землемір ділянки трикутної форми вимірює довжину кожної сторони і може знайти площу без визначення довжини висоти. На практиці можна використовувати різні методи визначення площі, залежно від того, що відомо про трикутник. Нижче наведено добірку найуживаніших формул.

### З використанням векторів

Тригонометричний спосіб обчислення висоти h.

Площу паралелограма можна обчислити за допомогою векторів. Нехай вектори {\displaystyle AB} і {\displaystyle AC} спрямовані відповідно від {\displaystyle A} до {\displaystyle B} і від {\displaystyle A} до {\displaystyle C}. Тоді площа паралелограма {\displaystyle ABCD} дорівнює {\displaystyle |AB\times AC|}, тобто числове значення векторного добутку {\displaystyle AB} і {\displaystyle AC}. {\displaystyle |AB\times AC|} дорівнює {\displaystyle |h\times AC|}, де {\displaystyle h} — висота паралелограма як вектор.
Площа трикутника {\displaystyle ABC} дорівнює половині площі паралелограма {\displaystyle S={\tfrac {1}{2}}|AB\times AC|}.
Площу трикутника {\displaystyle ABC} також можна обчислити як скалярний добуток векторів.
{\displaystyle {\frac {1}{2}}{\sqrt {(\mathbf {AB} \cdot \mathbf {AB} )(\mathbf {AC} \cdot \mathbf {AC} )-(\mathbf {AB} \cdot \mathbf {AC} )^{2}}}={\frac {1}{2}}{\sqrt {|\mathbf {AB} |^{2}|\mathbf {AC} |^{2}-(\mathbf {AB} \cdot \mathbf {AC} )^{2}}}\,}.

### Тригонометричний спосіб
Висоту трикутника можна визначити використовуючи тригонометричні формули. Згідно з позначенням, як на малюнку зліва, висота дорівнює {\displaystyle h=a\sin \gamma }. Підставивши висоту в формулу {\displaystyle S={\tfrac {1}{2}}bh}, яка наведена вище, отримаємо:
{\displaystyle S={\frac {1}{2}}ab\sin \gamma ={\frac {1}{2}}bc\sin \alpha ={\frac {1}{2}}ca\sin \beta }.
Крім того, {\displaystyle \sin \alpha =\sin(\pi -\alpha )=\sin(\beta +\gamma )}, що справедливо і для інших двох кутів:
{\displaystyle S={\frac {1}{2}}ab\sin(\alpha +\beta )={\frac {1}{2}}bc\sin(\beta +\gamma )={\frac {1}{2}}ca\sin(\gamma +\alpha )}.
Знаючи сторону і два кути, один з яких прилеглий:
{\displaystyle S={\frac {b^{2}(\sin \alpha )(\sin(\alpha +\beta ))}{2\sin \beta }}},
і аналогічно якщо відомі сторони a чи c.
Знаючи сторону і два прилеглі кути:
{\displaystyle S={\frac {a^{2}}{2(\cot \beta +\cot \gamma )}}={\frac {a^{2}(\sin \beta )(\sin \gamma )}{2\sin(\beta +\gamma )}}},
і аналогічно якщо відомі сторони {\displaystyle b} чи {\displaystyle c}.

### Використання координат
Якщо точка {\displaystyle A} розташована в точці відліку {\displaystyle (0,0)} Декартової координатної системи, а координати інших двох точок {\displaystyle B=(x_{B},y_{B})} і {\displaystyle C=(x_{C},y_{C})}, тоді площа {\displaystyle S} може бути обчислена як {\displaystyle {\tfrac {1}{2}}} абсолютного значення детермінанту:
{\displaystyle S={\frac {1}{2}}\left|\det {\begin{pmatrix}x_{B}&x_{C}\\y_{B}&y_{C}\end{pmatrix}}\right|={\frac {1}{2}}|x_{B}y_{C}-x_{C}y_{B}|}.
В загальнішому випадку:
{\displaystyle S={\frac {1}{2}}\left|\det {\begin{pmatrix}x_{A}&x_{B}&x_{C}\\y_{A}&y_{B}&y_{C}\\1&1&1\end{pmatrix}}\right|={\frac {1}{2}}{\big |}x_{A}y_{C}-x_{A}y_{B}+x_{B}y_{A}-x_{B}y_{C}+x_{C}y_{B}-x_{C}y_{A}{\big |}}.
В тривимірному просторі площа трикутника {{\displaystyle A=(x_{A},y_{A},z_{A})}, {\displaystyle B=(x_{B},y_{B},z_{B})} і {\displaystyle C=(x_{C},y_{C},z_{C})}} дорівнює Піфагоровій сумі відповідних проєкцій на три головні площини (для яких {\displaystyle x=0} або {\displaystyle y=0} або {\displaystyle z=0}):
{\displaystyle S={\frac {1}{2}}{\sqrt {\left(\det {\begin{pmatrix}x_{A}&x_{B}&x_{C}\\y_{A}&y_{B}&y_{C}\\1&1&1\end{pmatrix}}\right)^{2}+\left(\det {\begin{pmatrix}y_{A}&y_{B}&y_{C}\\z_{A}&z_{B}&z_{C}\\1&1&1\end{pmatrix}}\right)^{2}+\left(\det {\begin{pmatrix}z_{A}&z_{B}&z_{C}\\x_{A}&x_{B}&x_{C}\\1&1&1\end{pmatrix}}\right)^{2}}}}.

### Формула Герона
Форма трикутника однозначно визначається трьома сторонами. Відповідно для того, щоб порахувати площу, достатньо знати довжину сторін. За формулою Герона:
{\displaystyle S={\sqrt {p(p-a)(p-b)(p-c)}}}
де {\displaystyle p=(a+b+c)/2} — півпериметр

Інші способи запису формули Герона:
{\displaystyle S={\frac {1}{4}}{\sqrt {(a^{2}+b^{2}+c^{2})^{2}-2(a^{4}+b^{4}+c^{4})}}}
{\displaystyle S={\frac {1}{4}}{\sqrt {2(a^{2}b^{2}+a^{2}c^{2}+b^{2}c^{2})-(a^{4}+b^{4}+c^{4})}}}
{\displaystyle S={\frac {1}{4}}{\sqrt {(a+b-c)(a-b+c)(-a+b+c)(a+b+c)}}}

### Формули, схожі на формулу Герона
Є три формули, що схожі на формулу Герона, але записані через інші величини. Позначивши медіани для сторін {\displaystyle a}, {\displaystyle b}, і {\displaystyle c} відповідно як {\displaystyle m_{a},m_{b},} і {\displaystyle m_{c}}, а їхню півсуму {\displaystyle (m_{a}+m_{b}+m_{c})/2} як {\displaystyle \sigma }, маємо
{\displaystyle S={\frac {4}{3}}{\sqrt {\sigma (\sigma -m_{a})(\sigma -m_{b})(\sigma -m_{c})}}.}
Тоді, позначивши висоти на сторони {\displaystyle a}, {\displaystyle b}, і {\displaystyle c} відповідно як {\displaystyle h_{a}}, {\displaystyle h_{b}}, і {\displaystyle h_{c}}, і позначивши півсуму величин, обернених до висот, як {\displaystyle H=(h_{a}^{-1}+h_{b}^{-1}+h_{c}^{-1})/2}, матимемо
{\displaystyle \mathrm {S} ^{-1}=4{\sqrt {H(H-h_{a}^{-1})(H-h_{b}^{-1})(H-h_{c}^{-1})}}.}
Позначивши півсуму синусів кутів як {\displaystyle P=[(\sin \ \ \alpha )+(\sin \ \ \beta )+(\sin \ \ \gamma )]/2}, матимемо
{\displaystyle S=D^{2}{\sqrt {P(P-\sin \alpha )(P-\sin \beta )(P-\sin \gamma )}}}
де {\displaystyle D} — діаметр описаного кола: {\displaystyle D={\tfrac {a}{\sin \alpha }}={\tfrac {b}{\sin \beta }}={\tfrac {c}{\sin \gamma }}.}

### За допомогою теореми Піка
Див. теорему Піка для пояснень, як знайти площу довільного цілочислового многокутника.
Теорема стверджує, що
{\displaystyle \mathrm {S} =I+{\frac {1}{2}}B-1}
де {\displaystyle I} — кількість цілочислових точок усередині многокутника, {\displaystyle B} — кількість цілочислових точок на межі многокутника.

### Інші формули обчислення площі
Існують також інші формули для обчислення площі, наприклад,
{\displaystyle S=r\cdot p,}
де {\displaystyle r} — радіус вписаного кола, і {\displaystyle p=(a+b+c)/2} - (півпериметр);
{\displaystyle S={\frac {1}{2}}D^{2}(\sin \alpha )(\sin \beta )(\sin \gamma )}
Для діаметра описаного кола {\displaystyle D}; і
{\displaystyle S={\frac {\tan \alpha }{4}}(b^{2}+c^{2}-a^{2})}
для кута {\displaystyle \alpha \neq 90^{\circ }}.
В 1885 році, Бейкер дав підбірку з більш ніж сотні різних формул для обчислення площі трикутника (хоча варто попередити читача, що деякі з них неправильні). Наводимо тут #9, #39a, #39b, #42, і #49:
{\displaystyle S={\frac {1}{2}}[abch_{a}h_{b}h_{c}]^{1/3}},
{\displaystyle S={\frac {1}{2}}{\sqrt {abh_{a}h_{b}}}},
{\displaystyle S={\frac {a+b}{2(h_{a}^{-1}+h_{b}^{-1})}}},
{\displaystyle S={\frac {Rh_{b}h_{c}}{a}}}
Для радіуса описаного кола {\displaystyle R}, і
{\displaystyle S={\frac {h_{a}h_{b}}{2\sin \gamma }}}.

### Обчислення площі прямокутного трикутника
У прямокутному трикутнику можна взяти один із катетів як основу, а інший — як його висоту. Звідси формула прямокутного трикутника
{\displaystyle S={\frac {cc'}{2}}}
де {\displaystyle S} — площа, а {\displaystyle c} і {\displaystyle c'} — катети.

## Обчислення сторін та кутів
Загалом, є різноманітні прийняті методи обчислення довжин сторін та кутів трикутника. Якщо певні методи можуть бути використані тільки в прямокутному трикутнику, то інші можуть виявитись потрібними для складніших випадків.

### Тригонометричні відношення в прямокутних трикутниках

Прямокутний трикутник завжди має кут 90° (π/2 радіан), тут позначений C. Кути A і B можуть бути різними. Тригонометричні функції показують співвідношення між довжинами сторін і внутрішніми кутами в прямокутному трикутнику.

У прямокутних трикутниках тригонометричні співвідношення — синус, косинус і тангенс можуть використовуватись, щоб знайти невідомі кути чи невідомі довжини сторін. Сторони трикутника позначають так:
- Гіпотенуза — сторона протилежна до прямого кута, або найдовша сторона в прямокутному трикутнику, в даному випадку {\displaystyle h}.
- Протилежний катет — сторона протилежна до кута, що розглядається.
- Прилеглий катет — та сторона, що прилягає до кута, що розглядається і до прямого. В даному випадку прилеглий катет {\displaystyle b}.

#### Синус, косинус і тангенс
Синус кута — це відношення довжини протилежного катета до довжини гіпотенузи. В нашому випадку
{\displaystyle \sin A={\frac {\text{протилежний}}{\text{гіпотенуза}}}={\frac {a}{h}}}.
Зверніть увагу, що це співвідношення не залежить від конкретного вибраного прямокутного трикутника, якщо в ньому є кут {\displaystyle A}, оскільки такі трикутники будуть подібні.
Косинус кута — це відношення довжини прилеглого катета до довжини гіпотенузи. В нашому випадку
{\displaystyle \cos A={\frac {\text{прилеглий}}{\text{гіпотенуза}}}={\frac {b}{h}}\,.}
Тангенс кута — це відношення довжини протилежного катета до довжини прилеглого. В нашому випадку
{\displaystyle \tan A={\frac {\text{протилежний}}{\text{прилеглий}}}={\frac {a}{b}}\,.}

#### Обернені функції
Обернені тригонометричні функції використовують, щоб обчислити внутрішні кути прямокутного трикутника, якщо відомі довжини будь-яких двох сторін.
Arcsin використовують, щоб обчислити кут, якщо відомі довжина протилежної сторони і довжина гіпотенузи
{\displaystyle \theta =\arcsin \left({\frac {\text{протилежний}}{\text{гіпотенуза}}}\right)}
Arccos використовують, щоб обчислити кут, якщо відомі довжина прилеглої сторони і довжина гіпотенузи
{\displaystyle \theta =\arccos \left({\frac {\text{прилеглий}}{\text{гіпотенуза}}}\right)}
Arctan використовують, щоб обчислити кут, якщо відомі довжини протилежної та прилеглої сторони
{\displaystyle \theta =\arctan \left({\frac {\text{протилежний}}{\text{прилеглий}}}\right)}
На вступній геометрії та уроках тригонометрії, часто використовують позначення {\displaystyle \sin ^{-1}}, {\displaystyle \cos ^{-1}}, та ін. замість {\displaystyle \arcsin }, {\displaystyle \arccos } тощо. Проте позначення {\displaystyle \arcsin }, {\displaystyle \arccos } та інші є стандартними для вищої математики, де тригонометричні функції часто підносять до степеня, щоб не плутати обернений степінь з оберненою функцією.

### Теореми синусів, косинусів та тангенсів

Трикутник з сторонами довжиною a, b і c та кутами α, β і γ відповідно
.

Теорема синусів, чи правило синусів, стверджує що відношення довжин сторін до синусів відповідних протилежних кутів є величина стала, отже
{\displaystyle {\frac {a}{\sin \alpha }}={\frac {b}{\sin \beta }}={\frac {c}{\sin \gamma }}}.
Це відношення дорівнює діаметру описаного кола даного трикутника. Інша інтерпретація теореми твердить, що кожен трикутник з кутами {\displaystyle \alpha }, {\displaystyle \beta } і {\displaystyle \gamma } подібний до трикутника довжина сторін якого дорівнює {\displaystyle \sin \alpha }, {\displaystyle \sin \beta } і {\displaystyle \sin \gamma }. Цей трикутник може бути побудований, якщо накреслити коло діаметром {\displaystyle 1} і вписати в нього два кути вказаного трикутника. Довжина сторін трикутника буде {\displaystyle \sin \alpha }, {\displaystyle \sin \beta } і {\displaystyle \sin \gamma }. Сторона чия довжина {\displaystyle \sin \alpha } протилежна до кута чия величина {\displaystyle \alpha }, і т. д.
Теорема косинусів, чи правило косинусів, поєднує довжину невідомої сторони трикутника з довжиною інших сторін і з кутом протилежним до невідомої сторони. Згідно з теоремою:
Для трикутника з довжинами сторін {\displaystyle a}, {\displaystyle b}, {\displaystyle c} і кутами {\displaystyle \alpha }, {\displaystyle \beta }, {\displaystyle \gamma } відповідно, для двох відомих довжин трикутника {\displaystyle a} і {\displaystyle b}, і кута між двома відомими сторонами {\displaystyle \gamma } (чи кута протилежного до невідомої сторони {\displaystyle c}), щоб розрахувати довжину третьої сторони можна використати наступну формулу:
{\displaystyle c^{2}\ =a^{2}+b^{2}-2ab\cos(\gamma )}
{\displaystyle b^{2}\ =a^{2}+c^{2}-2ac\cos(\beta )}
{\displaystyle a^{2}\ =b^{2}+c^{2}-2bc\cos(\alpha )}
Якщо довжина всіх трьох сторін трикутника відома, тоді кути можна розрахувати за формулами:
{\displaystyle \alpha =\arccos \left({\frac {b^{2}+c^{2}-a^{2}}{2bc}}\right)}
{\displaystyle \beta =\arccos \left({\frac {a^{2}+c^{2}-b^{2}}{2ac}}\right)}
{\displaystyle \gamma =\arccos \left({\frac {a^{2}+b^{2}-c^{2}}{2ab}}\right)}
Теорема тангенсів, чи правило тангенсів, менш відома ніж два попередні. Вона стверджує:
{\displaystyle {\frac {a-b}{a+b}}={\frac {\tan[{\frac {1}{2}}(\alpha -\beta )]}{\tan[{\frac {1}{2}}(\alpha +\beta )]}}.}
Воно не дуже часто використовується, але може бути корисним коли потрібно знайти сторону чи кут, коли відомі дві сторони і кут чи два кути і сторона.

## Ще формули для трикутників Евклідової геометрії
Для всіх трикутників Евклідової геометрії також справедливі такі формули:
{\displaystyle {\frac {3}{4}}(a^{2}+b^{2}+c^{2})=m_{a}^{2}+m_{b}^{2}+m_{c}^{2}}
і
{\displaystyle m_{a}={\frac {1}{2}}{\sqrt {2b^{2}+2c^{2}-a^{2}}}={\sqrt {{\frac {1}{2}}(a^{2}+b^{2}+c^{2})-{\frac {3}{4}}a^{2}}}},
і еквівалентно для {\displaystyle m_{b}} і {\displaystyle m_{c}}, з відповідними медіанами і сторонами;
{\displaystyle {\text{Довжина внутрішньої бісектриси}}\ \ \alpha ={\frac {2{\sqrt {bcs(s-a)}}}{b+c}}={\sqrt {bc[1-{\frac {a^{2}}{(b+c)^{2}}}]}}}
для півпериметра {\displaystyle s}, а довжина бісектриси вимірюється з вершини кута до точки перетину з протилежною стороною; в наступних формулах використовується радіус описаного кола {\displaystyle R} та радіус вписаного кола {\displaystyle r}:
{\displaystyle {\frac {1}{r}}={\frac {1}{h_{a}}}+{\frac {1}{h_{b}}}+{\frac {1}{h_{c}}}}
якщо записати через висоти,
{\displaystyle {\frac {r}{R}}={\frac {4\cdot S^{2}}{sabc}}=\cos \alpha +\cos \beta +\cos \gamma -1},
і
{\displaystyle 2Rr={\frac {abc}{a+b+c}}}.
Припустимо два суміжні трикутники, що не перетинаються, мають спільну сторону, довжина якої {\displaystyle f}, і мають спільне описане коло таким чином, що сторона довжиною {\displaystyle f} є хордою описаного кола; трикутники мають сторони з такими довжинами {\displaystyle (a,b,f)} і {\displaystyle (c,d,f)}, ці два трикутники разом утворюють вписаний чотирикутник, а його сторони відповідно {\displaystyle (a,b,c,d)}. Тоді
{\displaystyle f^{2}={\frac {(ac+bd)(ad+bc)}{(ab+cd)}}}.
Нехай {\displaystyle M} — центроїд трикутника з вершинами {\displaystyle A}, {\displaystyle B}, і {\displaystyle C}, і нехай {\displaystyle P} — будь-яка внутрішня точка. Тоді відстані між цими точками пов'язані
{\displaystyle (PA)^{2}+(PB)^{2}+(PC)^{2}=(MA)^{2}+(MB)^{2}+(MC)^{2}+3(PM)^{2}}.
Нехай {\displaystyle p_{a}}, {\displaystyle p_{b}}, і {\displaystyle p_{c}} — відстані від центроїда до сторін {\displaystyle a}, {\displaystyle b}, і {\displaystyle c}. Тоді
{\displaystyle {\frac {p_{a}}{p_{b}}}={\frac {b}{a}},\ \ \ \ {\frac {p_{b}}{p_{c}}}={\frac {c}{b}},\ \ \ \ {\frac {p_{a}}{p_{c}}}={\frac {c}{a}}\,}
і
{\displaystyle p_{a}\cdot a=p_{b}\cdot b=p_{c}\cdot c={\frac {2}{3}}\cdot S}.

## Неплощинні трикутники

Трикутник на сфері.

Неплощинні трикутники — це трикутники, що розташовані не на (плоскій) площині. Прикладом такого трикутника в неевклідовій геометрії є сферичний трикутник, який вивчають у сферичній геометрії, та гіперболічний трикутник в гіперболічній геометрії.
Якщо сума внутрішніх кутів трикутника в площині завжди дорівнює {\displaystyle 180^{\circ }}, то для гіперболічного трикутника сума кутів буде меншою від {\displaystyle 180^{\circ }}, а для сферичного трикутника сума кутів буде більшою від {\displaystyle 180^{\circ }}. Гіперболічний трикутник можна отримати на негативно вигнутій поверхні, наприклад гіперболічний параболоїд, а сферичний трикутник можна отримати на позитивно вигнутій поверхні, наприклад сфера. Таким чином, якщо зобразити гігантський трикутник на поверхні Землі, то отримаємо суму кутів більшу ніж {\displaystyle 180^{\circ }}; фактично сума буде лежати в проміжку {\displaystyle 180^{\circ }} і {\displaystyle 540^{\circ }} Зокрема, можна зобразити трикутник на сфері таким чином, що кожен внутрішній кут буде дорівнювати {\displaystyle 90^{\circ }}, а сума всіх кутів {\displaystyle 270^{\circ }}.
Зокрема, на сфері сума кутів трикутника дорівнює
{\displaystyle 180^{\circ }\times (1+4f)},
де {\displaystyle f} — це відношення площі сфери до площі обмеженої трикутником. Наприклад, припустимо ми зобразимо трикутник на поверхні Землі (будемо вважати, що Земля це сфера, що насправді не зовсім так) з вершинами на Північному полюсі, на точці екватора з широтою {\displaystyle 0^{\circ }}, і точка на екваторі {\displaystyle 90^{\circ }} західної довготи. Лінія великого кола між згаданими двома точками буде екватор, а лінія великого кола між кожною з цих двох точок і Північним полюсом буде лінією меридіану; отже отримаємо прямі кути на екваторі. Більш того, кут на Північному полюсі також {\displaystyle 90^{\circ }} тому що попередні дві вершини різняться на {\displaystyle 90^{\circ }} за довготою. Сума кутів в цьому трикутнику — {\displaystyle 90^{\circ }+90^{\circ }+90^{\circ }=270^{\circ }}. Цей трикутник покриває {\displaystyle 1/4} північної півкулі ({\displaystyle 90^{\circ }/360^{\circ }} якщо дивитись з Північного полюса) і відповідно {\displaystyle 1/8} земної поверхні, тоді підставляємо у формулу {\displaystyle f=1/8}; як бачимо, формула дає правильний результат {\displaystyle 270^{\circ }}.
З формули вище ми також бачимо, що в певному наближенні поверхню землі можна вважати плоскою: якщо зобразити довільний малий трикутник на поверхні Землі, тоді частка {\displaystyle f} земної поверхні, яка обмежена даним трикутником буде близька до нуля. Наприклад, відомо що площа земної поверхні {\displaystyle 510} млн км², тоді для трикутника площею {\displaystyle 10\,000} км², отримаємо суму кутів {\displaystyle 180.01^{\circ }}.